# Вихрен (гора)
Вихрен (болг. Вихрен) — гора в Болгарії, найвища вершина гірського масиву Пирин. Висота 2914 метрів, є другою за висотою в Болгарії та третьою на Балканах.
Розташована в північній частині Пирин. Найкоротший шлях сходження на гору — з турбази Вихрен (2000 метрів). Навколо гори є невелика кількість озер.